# Aphonopelma pedatum
Aphonopelma pedatum är en spindelart som först beskrevs av Embrik Strand 1907.  Aphonopelma pedatum ingår i släktet Aphonopelma och familjen fågelspindlar.
Artens utbredningsområde är Surinam. Inga underarter finns listade i Catalogue of Life.